# Mnichovice (Benešov)
Mnichovice é uma comuna checa localizada na região da Boêmia Central, distrito de Benešov.